# Злочин і покарання (фільм, 1940)
«Злочин і кара» (рос. Преступление и наказание) — радянський короткометражний чорно-білий фільм, знятий в 1940 році режисером Павлом Коломойцевим за комедією Михайла Зощенка. Незабаром після виходу картина була заборонена до показу. Стрічка пролежала на полиці близько п'ятдесяти років і була повернута на екран в 1989 році.

## Сюжет
Рано вранці в квартирі завідувача кооперативу Горбушкіна (Ігор Ільїнський) з'являється спекулянт, який вручає господареві велику пачку грошей за реалізацію винесеної напередодні зі складу партії цукру. Пізніше, під час сніданку, Горбушкін дізнається з газети, що в СРСР починається кампанія боротьби з розтратниками і розкрадачами; зловмисникам загрожує суворе покарання — «аж до вищої міри». У той момент, коли він з дружиною Нюшею (Марія Миронова) обговорює новий «кодекс», у кімнату входить міліціонер. Він вручає завідувачу кооперативу повідомлення і просить його пройти до слідчого (Марк Бернес). Від хвилювання Горбушкін не може прочитати текст документа; він не знає, що його викликали не як обвинуваченого, а як свідка в чужій справі. Дружина Горбушкіна, припускаючи, що чоловік уже не повернеться і побоюючись конфіскації майна, разом з братом Георгієм (Володимир Лепко) організовує розпродаж усіх меблів, господарського начиння, картин і самої квартири. Попутно Жора намагається влаштувати особисте життя сестри й видати її заміж за сусіда. Горбушкін, повернувшись додому з прокуратури, виявляє порожнє приміщення й сусіда, одягненого в його костюм. Вражений господар квартири вигукує: «Це чого в моїй камері відбувається?!».

## У головних ролях
- Ігор Ільїнський —  Горбушкін
- Марія Миронова —  Горбушкіна Нюша
- Володимир Лепко —  Жора, її брат
- Федір Курихін —  сусід
- Марк Бернес — слідчий
- Георгій Тусузов — покупець
- Петро Галаджев — свідок

## Знімальна група
- Сценарій — Михайло Зощенко, Іван Попов
- Режисер — Павло Коломойцев
- Художник — Петро Галаджев
- Оператор — Євген Шапіро
- Композитор — Борис Ушаков
- Звукооператор — Н. Рогов
- Асистенти:

Режисера — П. Пивоваров: Оператора — В. Валдайцев
- Директор картини — Г. Райгородський